# Jules Beaupré
Pour les articles homonymes, voir Beaupré.
Jules Beaupré, né le 2 mars 1859 à Nancy où il est mort le 23 juillet 1921, est un archéologue et préhistorien français.

## Biographie
Attiré tout d'abord par la peinture et les Beaux-Arts, Jules Beaupré est repéré par le professeur Gustave-Marie Bleicher (1838-1901), un naturaliste et géologue qui a fui l'Alsace annexée à l'Allemagne en 1871 pour s'installer à Nancy. Celui-ci l'initie à l'archéologie et le prend comme collaborateur au laboratoire de l'École supérieure de pharmacie de Nancy. 
Jules Beaupré prend ainsi la succession de l'archéologue François Barthélemy, qui avait collaboré avec Bleicher jusqu'au début des années 1890, pour étudier la Préhistoire lorraine, dont Barthélemy avait présenté une première synthèse en 1889. Bleicher et Beaupré publient notamment un Guide pour les recherches archéologiques dans l'Est de la France (1896). L'année suivante, Beaupré publie un Répertoire archéologique pour le département de Meurthe-et-Moselle (1897), recensant les découvertes de la Préhistoire au haut Moyen-âge, qu'il dédie à son maître Bleicher.
Avec son fouilleur Petitjean, Beaupré s'engage alors dans une intense activité de fouilles, se consacrant plus particulièrement aux périodes de la Protohistoire. Afin d'asseoir les compétences et la renommée de son élève Beaupré, Bleicher choisit le thème du concours de l'Académie de Stanislas de 1901 : Les études préhistoriques de Lorraine de 1889 à 1902. Beaupré remporte le concours en 1902 avec une synthèse de 272 pages, qui renouvelle, par l'apport des fouilles récentes, le bilan établi une douzaine d'années auparavant par François Barthélemy.
Après la mort tragique du professeur Bleicher en 1901, Beaupré prend sa suite et poursuit inlassablement les études et fouilles en Lorraine. Dès 1897, il fait don des pièces archéologiques qu'il découvre lors de ses fouilles au Musée lorrain, dont il contribue à créer la section préhistorique, alors embryonnaire. Conservateur de la section archéologique de 1908 à son décès en 1921, il y crée la salle de préhistoire et sollicite également des dons de particuliers qui possèdent des pièces archéologiques.
En 1914, Beaupré, âgé de 55 ans et bien que dégagé de toute obligation militaire, se porte volontaire pour accomplir son service sur le front, comme l'archéologue Joseph Déchelette. Il termine la guerre avec le grade de capitaine commandant le dépôt du Parc d'artillerie du 20e Corps d'Armée et reçoit en février 1917 la croix de chevalier de l'ordre de la Légion d'honneur. Beaupré ne reprendra plus par la suite son activité de terrain.
Membre de la Société des sciences de Nancy sur présentation par Bleicher en 1896, il en devient vice-président en 1920, puis président en 1921. Beaupré fait partie des membres fondateurs de la Société préhistorique de France en 1904 et fut secrétaire général de l'Association française pour l'avancement des sciences. Il était membre non résidant du Comité des travaux historiques et scientifiques.
Le comte Jules Beaupré était domicilié au 18, rue de Serres à Nancy. il ne s'est jamais marié.

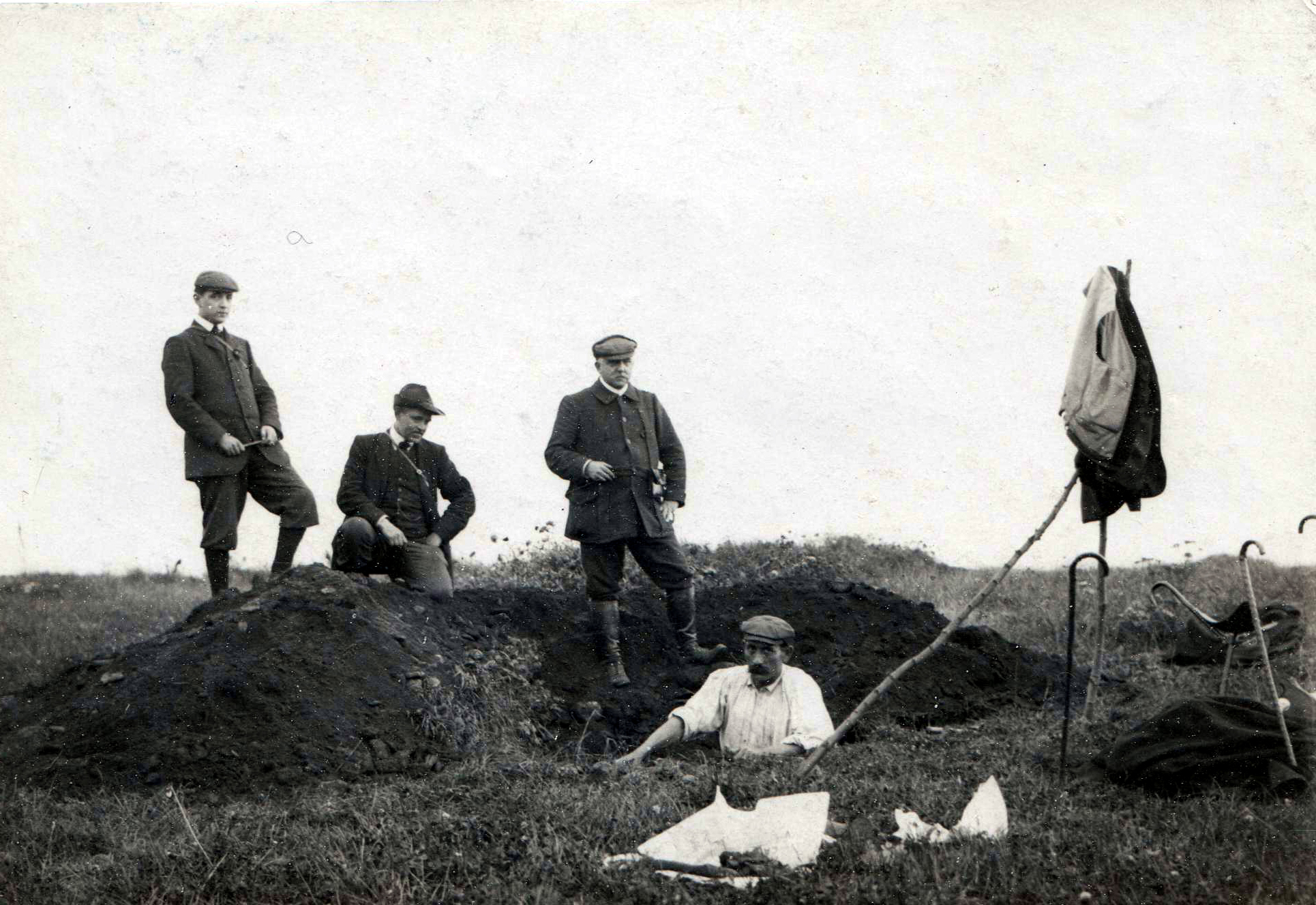
Fouilles de l'oppidum de Sainte-Geneviève à Essey-les-Nancy (1909). Beaupré est le troisième personnage au centre. Dans l'excavation, le fouilleur Petitjean.

## Œuvre

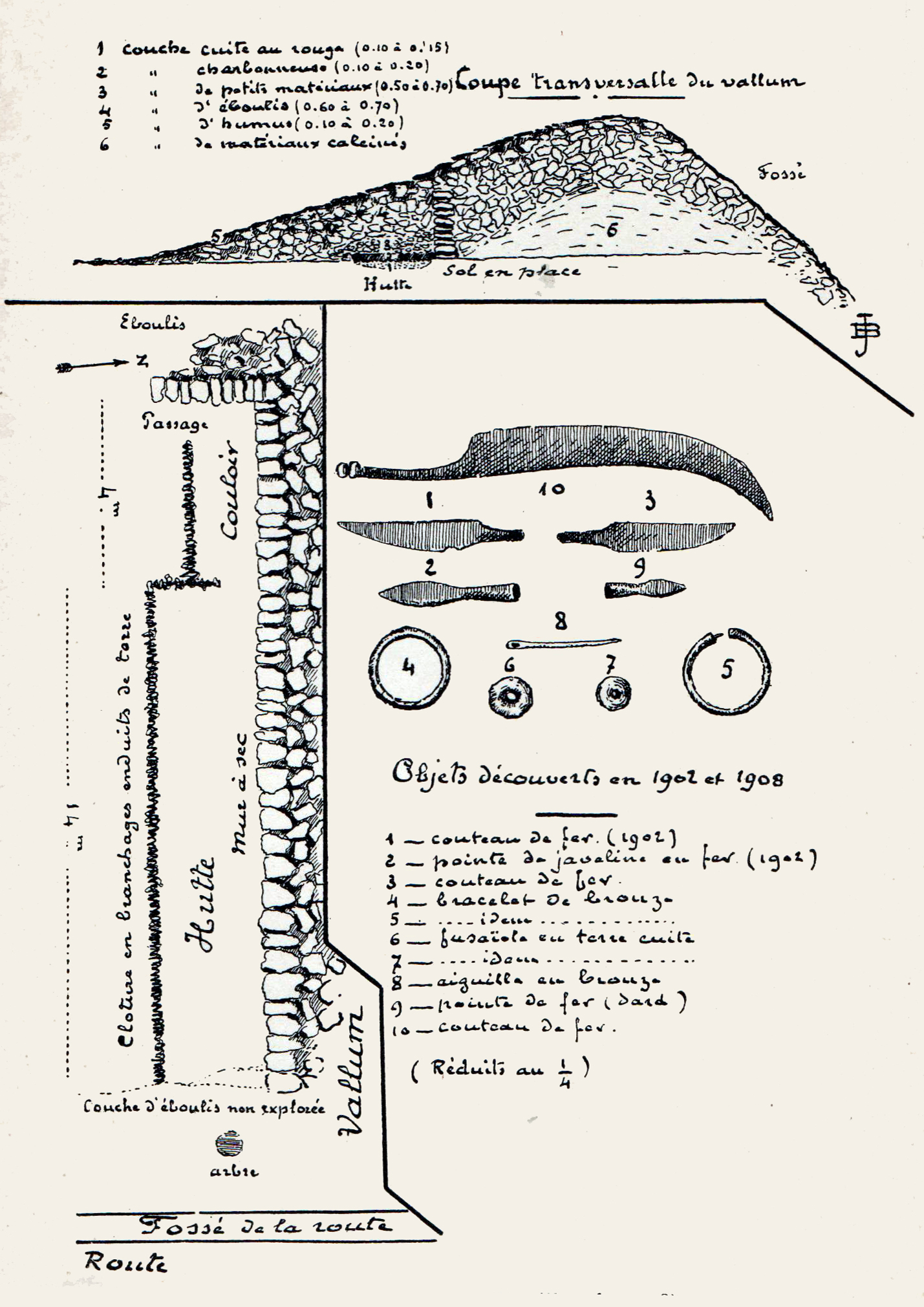
Croquis des fouilles du Camp d'Affrique (1908) par J. Beaupré.

Jules Beaupré est le premier grand archéologue lorrain qui révèle, par ses fouilles et ses recherches de terrain, la Protohistoire lorraine. Son activité se focalise sur les périodes des âges du Fer, avec une prédilection pour les manifestations funéraires de la culture hallstattienne du premier âge du Fer. Beaupré révèle en particulier l'importance des nécropoles de tumulus de Clayeures et Haroué, ainsi que de l'enceinte fortifiée du Camp d'Affrique à Messein (Meurthe-et-Moselle).
- 1897 : observation des accumulations de briquetage de Marsal (Moselle annexée), recoupées par la canalisation de la Seille[5].
- 1897 : fouilles des nécropoles de tumulus de l'âge du Fer de Clayeures et de Villey-saint-Etienne (Meurthe-et-Moselle)[6].
- 1898 : seconde campagne de fouille de la nécropole de tumulus de l'âge du Fer de Clayeures (Meurthe-et-Moselle)[7].
- 1898 : fouilles de la nécropole gallo-romaine de Scarpone à Dieulouard (Meurthe-et-Moselle)[8],[9].
- 1899 : fouilles de la nécropole de tumulus de l'âge du Fer de Moncel-sur-Seille (Meurthe-et-Moselle)[10].
- 1900 : fouille de la grotte néolithique du Géant à Gondreville (Meurthe-et-Moselle)[11],[12].
- 1901 : étude du Briquetage de la Seille, à partir des fouilles allemandes de J.B. Keune à Burthecourt (Lorraine annexée)[13].
- 1901 : première campagne de sondages dans l'enceinte fortifiée de l'âge du Fer du "Camp d'Affrique" à Messein (Meurthe-et-Moselle)[14].
- 1902 : fouilles de la nécropole de tumulus de l'âge du Fer de Serres (Meurthe-et-Moselle)[15].
- 1903 : fouilles de la nécropole de tumulus de l'âge du Fer d'Haroué (Meurthe-et-Moselle)[16].
- 1903 : fouilles des nécropoles de tumulus de l'âge du Bronze de Benney et Lemainville (Meurthe-et-Moselle)[17].
- 1904 : fouilles de la nécropole de tumulus de l'âge du Fer de Chaudeney (Meurthe-et-Moselle)[18].
- 1904 : fouille du tumulus de l'âge du Fer de Richardménil (Meurthe-et-Moselle)[19].
- 1904 : fouille du tumulus de l'âge du Fer de Brabois à Villers-les-Nancy (Meurthe-et-Moselle)[20].
- 1904 : seconde campagne de fouilles gallo-romaines de Scarpone à Dieulouard (Meurthe-et-Moselle)[21].
- 1905 : fouille du monument mégalithique néolithique du Bois l'Abbé à Sexey-aux-Forges (Meurthe-et-Moselle)[22],[23].
- 1907 : seconde campagne de fouilles des tumulus de l'âge du Fer de Villey-saint-Etienne (Meurthe-et-Moselle)[24].
- 1907 : fouille du tumulus de l'âge du Fer de la Garenne à Liverdun (Meurthe-et-Moselle)[25],[26].
- 1907 : fouille du monument mégalithique néolithique du Bois l'Evêque à Sexey-aux-Forges (Meurthe-et-Moselle)[27].
- 1908 : fouille du tumulus du Bois Sainte-Marie à Bezange-la-Grande (Meurthe-et-Moselle)[28].
- 1908 : seconde campagne de fouille au "Camp d'Affrique" de Messein (Meurthe-et-Moselle)[29].
- 1909 : campagne de sondages dans l'enceinte de l'âge du Bronze de Gugney (Meurthe-et-Moselle)[30].
- 1909 : fouilles de la nécropole de tumulus de l'âge du Bronze d'Azelot (Meurthe-et-Moselle)[31].
- 1909 : fouilles de la nécropole de tumulus de l'âge du Fer de Phlin (Meurthe-et-Moselle)[32].
- 1910 : campagne de sondages dans l'oppidum de la Butte Sainte Geneviève à Essey-les-Nancy (Meurthe-et-Moselle)[33].
- 1911 : fouilles des tumulus de l'âge du Fer de Bouxurulles et Savigny (Vosges)[34].
- 1911-1912 : troisième campagne de fouille au "Camp d'Affrique" de Messein (Meurthe-et-Moselle)[35],[36].

Jules Beaupré a réalisé également de nombreuses prospections au sol, en particulier sur les sites néolithiques de plateau et de hauteur des environs de Nancy. Jusqu'en 1902, il a notamment exploré les sites suivants: 
- Ancy (Meurthe-et-Moselle) "La Côte"
- Arnaville (Meurthe-et-Moselle) "Le Rud-Mont"[38]
- Autreville (Meurthe-et-Moselle) "La Côte Pelée"[39]
- Bezange-la-Grande (Meurthe-et-Moselle)
- Coyviller (Meurthe-et-Moselle) "Le Coteau des Sables"[40]
- Dommartemont (Meurthe-et-Moselle)  "La Butte Sainte-Geneviève"
- Gugney (Meurthe-et-Moselle) "La Côte"[41]
- Lay-saint-Christophe (Meurthe-et-Moselle) "Cote 332"[42]
- Lay-saint-Christophe (Meurthe-et-Moselle) "Sanatorium"[43]
- Moncel-sur-Seille (Meurthe-et-Moselle) "Rozebois"
- Norroy (Meurthe-et-Moselle)
- Rosières-aux-Salines (Meurthe-et-Moselle) "Bois de 18 jours"
- Rosières-aux-Salines (Meurthe-et-Moselle) "La Grange"[44]
- Saint-Mihiel (Meuse) "La Côte Sainte-Marie"
- Tonnoy (Meurthe-et-Moselle) "Bois de l'Houet"
- Tremblecourt (Meurthe-et-Moselle) "Bois Lajux"[45]
- Vandières (Meurthe-et-Moselle) "Châtillon"
- Vandoeuvre (Meurthe-et-Moselle) "La Citerne"[46]
- Vaudémont (Meurthe-et-Moselle)[47],[48]
- Villers-sous-Prény (Meurthe-et-Moselle)

 
Jules Beaupré a formé les archéologues Georges Goury, Auguste Poirot et son fils Georges Poirot. 

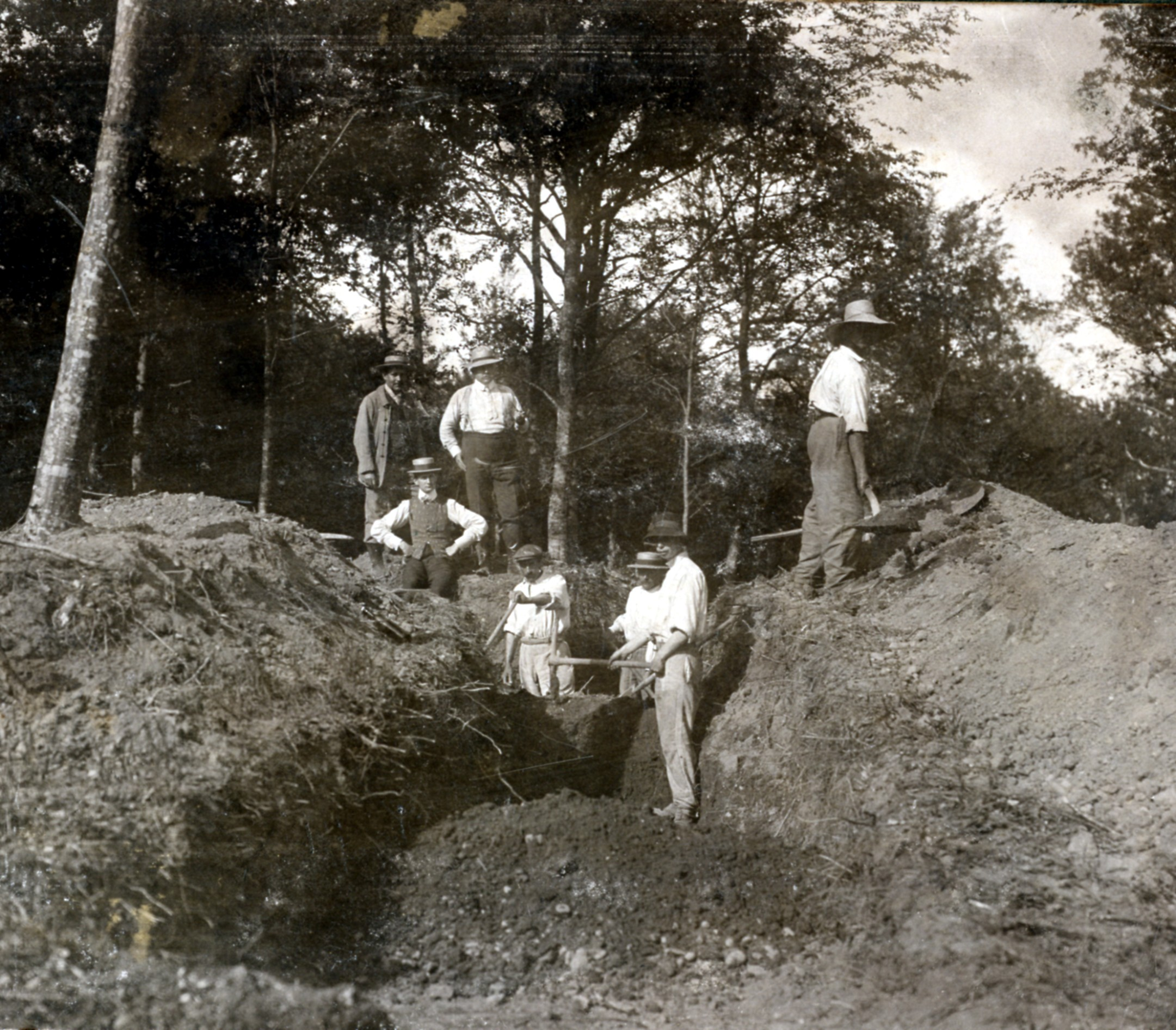
Fouille du tumulus de Richardménil (Meurthe-et-Moselle) en 1904. Jules Beaupré est le troisième personnage de gauche à droite.

## Décorations
- Chevalier de la Légion d'honneur (décret du 3 février 1917)[49]

## Publications

### Ouvrages
- Jules Beaupré, Répertoire archéologique pour le département de Meurthe-et-Moselle, époques préhistoriques, gallo-romaine, mérovingienne, Nancy, A. Crépin-Leblond, 1897, 150 p. (lire en ligne)
- Jules Beaupré, Les études préhistoriques en Lorraine de 1889 à 1902, et aperçu général sur les époques gallo-romaine et mérovingienne dans le département de Meurthe-et-Moselle, Nancy, A. Crépin-Leblond, 1902, 272 p.

### Ouvrages en collaboration
- (avec Gustave Bleicher) Guide pour les recherches archéologiques dans l'Est de la France. Nancy, A. Crépin-Leblond, 1896, 119 p.

### Articles
- « Note sur le briquetage de Marsal », Journal de la Société d'Archéologie lorraine, 1897, p. 117-118.
- « Note sur des substructions gallo-romaines découvertes en 1896 à Bouxières-aux-Dames », Journal de la Société d'Archéologie lorraine, 1897, p. 139-140.
- « Les stations de l'époque de la pierre sur la côte de Sion-Vaudémont », Journal de la Société d'Archéologie lorraine, 1897,  p. 187-189.
- « Compte-rendu des fouilles exécutées dans les tumulus situés sur le territoire de Clayeures et de Villey-Saint-Étienne », Journal de la Société d'Archéologie lorraine, 1897, p. 228-234.
- « Note sur une station préhistorique à Coyviller », Journal de la Société d'Archéologie lorraine, 1897, p. 70-71.
- « Le cimetière gallo-romain de Scarpone », Journal de la Société d'Archéologie lorraine, 1898, p. 186-189.
- « Observation sur un des crânes trouvés à Scarpone en 1898 », Journal de la Société d'Archéologie lorraine, 1898, p. 207.
- « Note sur des bracelets en lignite trouvés dans les tumulus de Clayeures en 1897 », Journal de la Société d'Archéologie lorraine, 1898, p. 249-250.
- « Compte-rendu des fouilles exécutées à Clayeures en 1898 », Journal de la Société d'Archéologie lorraine, 1899, p. 15-18.
- « Note sur les enceintes préhistoriques de Vandeléville », Journal de la Société d'Archéologie lorraine, 1899, p. 88-89.
- « Station humaine à Tremblecourt », Journal de la Société d'Archéologie lorraine, 1899, p. 113-114.
- « De l'emploi des roches cristallines aux temps préhistoriques », Journal de la Société d'Archéologie lorraine, 1900, p. 508.
- « Note sur un établissement gallo-romain situé sur le territoire d'Einvaux », Journal de la Société d'Archéologie lorraine, 1900, p. 78-80.
- « Note sur une sépulture barbare à Rogéville », Journal de la Société d'Archéologie lorraine, 1900, p. 101-103.
- « Note sur une sépulture de l'époque néolithique découverte en 1900 dans la grotte du Géant », Bulletin de la Société d'Archéologie lorraine, 1901, p. 8-11.
- « Les résultats de l'excursion archéologique de Saint-Mihiel au point de vue de l'archéologie préhistorique », Bulletin de la Société d'Archéologie lorraine, 1901, p. 104-106.
- « Note sur le Rud-Mont », Bulletin de la Société d'Archéologie lorraine, 1901, p. 123-158.
- « Le Briquetage de la Seille et les fouilles faites en 1901 à l'occasion du Congrès d'Anthropologie de Metz », Bulletin de la Société d'Archéologie lorraine, 1901, p. 227-230, 272-276.
- « Le Docteur Bleicher : notice nécrologique », Bulletin de la Société d'Archéologie lorraine, 1901, p. 139-144.
- « Étude des enceintes préhistoriques en Lorraine », Bulletin archéologique, 1901, p. 208-214.
- « Essai de classement des principaux gisements d'objets de bronze préromains en Lorraine », Mémoires de la Société d'Archéologie lorraine, 1901, p. 229-346.
- « Sur la répartition des stations préromaines, gallo-romaines et mérovingiennes à la surface du département de Meurthe-et-Moselle et sur ses conséquences », Bulletin de géographie historique et descriptive, 1901, p. 102-110.
- « Les établissements humains dans la partie française du bassin de la Moselle aux temps préhistoriques, gallo-romain et mérovingien. Essai de géographie ancienne », Compte-rendu du Congrès national de la Société française de géographie, Nancy, 1901, p. 175-184.
- « Observations sur les sépultures sous tumulus de la Lorraine », Jahrbuch der Gesellschaft für lothringische Geschichte, 1902, p. 290-300.
- « Compte-rendu des fouilles exécutées en 1902, pour le compte de la Société d'archéologie lorraine, dans des tumulus situés dans le bois communal de Serres », Bulletin de la Société d'Archéologie lorraine, 1902, p. 272-278.
- « Dessins gravés au trait sur le dessous d'un sarcophage barbare trouvé à Bislée (Meuse) », Association française pour l'Avancement des Sciences, 1902, p. 903-905.
- « Statistique et bibliographie des sépultures préromaines du département de Meurthe-et-Moselle », Bulletin archéologique, 1903, p. 437-459.
- « Fouilles faites en 1903 dans les tumulus situés dans les bois de Benney et de Lemainville », Bulletin de la Société d'Archéologie lorraine, 1904, p. 5-10.
- « Note sur quelques sépultures barbares découvertes à Rémenoville en 1903 », Bulletin de la Société d'Archéologie lorraine, 1904, p. 28-32.
- « Exploration d'un tumulus situé dans le parc de Brabois, à Villers-lès-Nancy », Bulletin de la Société d'Archéologie lorraine, 1904, p. 157-160.
- « Le tumulus du bois de Grève, à Richardménil », Bulletin de la Société d'Archéologie lorraine, 1904, p. 160-163.
- « Compte-rendu des fouilles exécutées en 1904 dans les tumulus de Chaudeney », Mémoires de la Société d'Archéologie lorraine, 1904, p. 263-295.
- « Observations sur les fouilles faites à Scarpone en 1904 », Mémoires de la Société d'Archéologie lorraine, 1904, p. 296-309.
- « Monnaies gauloises trouvées dans l'arrondissement de Nancy », Revue numismatique, 1004, p. 297-316.
- « Observations sur un instrument de bronze désigné communément sous le nom d'épingle », Bulletin de la Société préhistorique de France, 1904, p. 105-113.
- « Les tumulus hallstattiens à sépultures marniennes superposées de Chaudeney », Bulletin de la Société préhistorique de France, 1904, p. 311-318.
- « Sépultures barbares découvertes à Ludres en 1905 », Bulletin de la Société d'Archéologie lorraine, 1905, p. 281-284.
- « La station funéraire néolithique du Bois-l'Abbé, Sexey-aux-Forges », Mémoires de la Société d'Archéologie lorraine, 1905, p. 349-380.
- « Note sur des galets portant des traces d'usage et désignés sous les noms de broyons et de molettes », Bulletin de la Société préhistorique de France, 1905, p. 129-135.
- « Découverte d'une station funéraire à mobilier néolithique avec allée couverte sous tumulus, commune de Sexey-aux-Forges », Bulletin de la Société préhistorique de France, 1905, p. 171-172.
- « Nouvelles observations sur les sépultures sous tumulus de la Lorraine », Jahrbuch der Gesellschaft für lothringische Geschichte, 1906, p. 131-142.
- « Observations concernant une forme particulière de tumulus signalée en 1882 par M. Chauvet », Bulletin de la Société préhistorique de France, 1906, p. 77-81.
- « Note sur les enceintes à vallum calciné », Bulletin de la Société préhistorique de France, 1906, p. 114-122.
- « Note sur l'âge attribué aux enceintes préhistoriques », Revue préhistorique de l'Est de la France, II, 1906, p. 15-20.
- « Le monument funéraire mégalithique du Bois-l'Evêque, commune de Sexey-aux-Forges », Bulletin de la Société d'Archéologie lorraine, 1907, p. 13-18.
- « Observations concernant les tumulus de Villey-Saint-Etienne », Bulletin de la Société d'Archéologie lorraine, 1907, p. 267-272.
- « La station funéraire de la Garenne à Liverdun », Mémoires de la Société d'Archéologie lorraine, 1907, p. 429-457.
- « Inventaire des enceintes préhistoriques de Meurthe-et-Moselle », Bulletin de la Société préhistorique de France, 1907, p. 155-159.
- « Fouille d'un tumulus à Liverdun », Bulletin de la Société préhistorique de France, 1907, p. 452.
- « Contribution à l'étude de l'âge du bronze dans l'Est de la Gaule », Bericht über die prähistorische Versammlung zur Eröffnung des anthropologisches Museums in Köln, 1907, p. 2.
- « Le bracelet de verre du musée de Toul », Bulletin de la Société d'Archéologie lorraine, 1908, p. 279-281.
- « Le tumulus du bois de Sainte-Marie, forêt de Bezange-la-Grande », Mémoires de la Société d'Archéologie lorraine, 1908, p. 371-388.
- « Note sur une monnaie gauloise trouvée dans le camp de La Cheppe en 1907 », Bulletin de la Société archéologique champenoise, 1909, p. 59-60.
- « Les tumulus de Phlin », Bulletin de la Société d'Archéologie lorraine, 1909, p. 185-191.
- « Une enceinte de l'âge du bronze, Gugney-sous-Vaudémont », Mémoires de la Société d'Archéologie lorraine, 1909, p. 427-446.
- « Trois stations funéraires de l'âge du bronze : Benney, Azelot et Bezange-la-Grande », Mémoires de la Société d'Archéologie lorraine, 1909, p. 447-461.
- « De l'emploi du double vallum dans la fortification préhistorique », Bulletin de la Société préhistorique de France, 1909, p. 381-388.
- « L'âge du bronze dans l'Est », Revue préhistorique de l'Est de la France, 1909, p. 3-15.
- « Contribution à l'étude des enceintes de l'Est de la Gaule », Revue préhistorique de l'Est de la France, 1909, p. 102-114.
- « Fouilles exécutées, en 1908, au Camp d'Affrique », Bulletin de la Société d'Archéologie lorraine, 1910, p. 187-193.
- « Louis Robert, notice nécrologique », Bulletin de la Société d'Archéologie lorraine, 1910, p. 93-95.
- « L'oppidum de Sainte-Geneviève, Essey-les-Nancy », Mémoires de la Société d'Archéologie lorraine, 1910, p. 265-290.
- « Lettre sur d'importantes découvertes en Meurthe-et-Moselle », L'Anthropologie, 1910, p. 119.
- « Le mur cyclopéen de la Trinité, près Nancy, légende préhistorique », Bulletin de la Société des Sciences de Nancy, 1911, p. 93-105.
- « Note sur une fibule d'or trouvée aux environs de Vittel (Vosges) », Bulletin archéologique, 1911, p. 39-41.
- « La Grotte du Géant », Bulletin de la Société d'Archéologie lorraine, 1911, p. 17-18.
- « Les tumulus de Bouxurulles et de Savigny », Bulletin de la Société d'Archéologie lorraine, 1911, p. 246-250.
- « Rapport sur le récent projet de loi intéressant l'archéologie », Bulletin de la Société d'Archéologie lorraine, 1911, p. 65-70, 92-94, 117-120.
- « Contribution à l'étude du Camp d'Affrique », Mémoires de la Société d'Archéologie lorraine, 1912, p. 339-408.
- « Note sur deux fers à chevaux trouvés en Lorraine dans les gisements hallstattiens », Bulletin de la Société préhistorique de France, 1912, p. 525-534.
- « Note sur une garniture de ceinture découverte à Ancy, en 1913 », Jahrbuch der Gesellschaft für lothringische Geschichte, 1913.
- « L'enceinte de Thélod (Meurthe-et-Moselle) », Bulletin de la Société des Sciences de Nancy, 1920, p. 37-50.

### Articles en collaboration
- (avec G. Bleicher) «  Matériaux pour servir à l'histoire de la métallurgie en Lorraine », Mémoires de la Société d'Archéologie lorraine, 1896, p. 5.
- (avec G. Poirot) « Compte-rendu des fouilles exécutées en 1899 dans les tumulus de Moncel-sur-Seille », Journal de la Société d'Archéologie lorraine, 1900, p. 27-28.
- (avec G. Bleicher) « Note sur l'exploitation du minerai de fer fort et oolithique en Lorraine dans l'Antiquité », Bulletin archéologique, 1901, p. 204-207.
- (avec G. Didion) « Observations relatives au donjon de Vaudémont », Bulletin de la Société d'Archéologie lorraine, 1906.
- (avec J. Voinot) « La station funéraire du bois de la Voivre », Mémoires de la Société d'Archéologie lorraine,1913, p. 503-536.